# Paradoxo europeu
O Paradoxo europeu é a sensação de fracasso dos países Europeus em traduzir os avanços científicos em transaccionáveis inovações. O termo foi cunhado pelo Livro Verde da Comissão Europeia em 1995. Recentemente, vários artigos questionam tanto a interpretação teórica sobre qual conjectura o paradoxo se baseia e também sobre os seus fundamentos empíricos.